# Tone Aanderaa
Tone Aanderaa, née en 1957 à Bergen en Norvège, est une artiste-peintre à l'huile inspirée par René Magritte[style à revoir].

## Biographie
Elle a étudié la "Maîtrise en Arts plastiques" à l'Institut Pratt de New York aux États-Unis. Elle a organisé des cours d'éducation artistique à Hardangerfjorden en Norvège. En 2008, elle ouvre son atelier à Jodoigne en Belgique. Outre la peinture, en 2007 elle décide de créer l'Art Sanctuary, un monde virtuel en 3D inspiré de ses œuvres peintes. Elle est également l'initiatrice d'un projet Collaboration Culturelle et Artistique entre la Belgique et la Norvège. Elle est membre d'Harding Puls, une association des artistes de la région de Hardanger, ainsi que de Reg'art, au Brabant wallon.

## Sujets
Parmi ses sujets préférés figurent la nature, la lumière, les animaux, les mythes norvégiens et le monde onirique.

## Expositions
- Hardanger, Norvège, Galleri Sandven, 1992[1].
- New York, États-Unis, New York Arts Council Gateway National Park, 1992[1].